# Comuna Vîșiv, Malîn
Vîșiv (în ucraineană Вишівська сільська рада) este o comună în raionul Malîn, regiunea Jîtomîr, Ucraina, formată din satele Cervonîi Pluhatar, Mareatîn, Trudoliubivka și Vîșiv (reședința).

## Demografie
Componența lingvistică a comunei Vîșiv
     Ucraineană (86,01%)
     Rusă (13,74%)
     Alte limbi (0,25%)
Conform recensământului din 2001, majoritatea populației comunei Vîșiv era vorbitoare de ucraineană (86,01%), existând în minoritate și vorbitori de rusă (13,74%).